# Tomáš Kóňa
Tomáš Kóňa (ur. 1 marca 1984 w Nitrze) – słowacki piłkarz  grający na pozycji środkowego pomocnika. Od 2017 roku jest zawodnikiem klubu FC Nitra.

## Kariera klubowa
Swoją karierę piłkarską Kóňa rozpoczął w klubie FC Nitra. W sezonie 2003/2004 awansował do pierwszej drużyny Nitry i wtedy też zadebiutował w niej w drugiej lidze słowackiej. W sezonie 2004/2005 wywalczył z Nitrą awans z drugiej do pierwszej ligi słowackiej.
Na początku 2006 roku Kóňa został zawodnikiem Sparty Praga. W sezonie 2006/2007 wywalczył ze Spartą mistrzostwo Czech oraz zdobył Puchar Czech. W sezonie 2007/2008 grał w rezerwach Sparty.
Przed sezonem 2008/2009 Kóňa został wypożyczony ze Sparty do FC Zlín. Rundę wiosenną tamtego sezonu spędził natomiast na wypożyczeniu w Artmedii Petržalka. W sezonie 2009/2010 grał na wypożyczeniu w FC Nitra.
W 2010 roku Kóňa przeszedł na wypożyczenie do FK Senica. W klubie tym zadebiutował 17 lipca 2010 w przegranym 0:3 wyjazdowym meczu ze Spartakiem Trnawa. W sezonach 2010/2011 i 2012/2013 wywalczył z Senicą dwa wicemistrzostwa Słowacji.
Latem 2015 roku Kóňa został zawodnikiem Spartaka Myjava. Swój debiut w nim zaliczył 19 lipca 2015 w wygranym 4:2 domowym meczu ze Spartakiem Trnawa. W Myjavie grał do końca 2016 roku.
Na początku 2017 roku Kóňa został piłkarzem Slovana Bratysława. W Slovanie zadebiutował 19 lutego 2017 w wygranym 2:0 wyjazdowym meczu z Tatranem Preszów. Ze Slovanem został wicemistrzem kraju oraz zdobył Puchar Słowacji. Latem 2017 wrócił do FC Nitra.
| Sezon   | Klub               | Kraj     | Rozgrywki      | Mecze | Bramki |
| ------- | ------------------ | -------- | -------------- | ----- | ------ |
| 2003/04 | FC Nitra           | Słowacja | II liga        | ?     | ?      |
| 2004/05 | FC Nitra           | Słowacja | II liga        | ?     | ?      |
| 2005/06 | FC Nitra           | Słowacja | Corgoň liga    | 20    | 4      |
| 2005/06 | Sparta Praga       | Czechy   | Gambrinus liga | 10    | 0      |
| 2006/07 | Sparta Praga       | Czechy   | Gambrinus liga | 1     | 0      |
| 2007/08 | Sparta Praga B     | Czechy   | III liga       | ?     | ?      |
| 2008/09 | FC Zlín            | Czechy   | Gambrinus liga | 14    | 1      |
| 2008/09 | Artmedia Petržalka | Słowacja | Corgoň liga    | 14    | 1      |
| 2009/10 | FC Nitra           | Słowacja | Corgoň liga    | 31    | 4      |
| 2010/11 | FK Senica          | Słowacja | Corgoň liga    | 32    | 4      |
| 2011/12 | FK Senica          | Słowacja | Corgoň liga    | 32    | 5      |
| 2012/13 | FK Senica          | Słowacja | Corgoň liga    | 28    | 2      |
| 2013/14 | FK Senica          | Słowacja | Corgoň liga    | 18    | 1      |
| 2014/15 | FK Senica          | Słowacja | Corgoň liga    | 23    | 1      |
| 2015/16 | Spartak Myjava     | Słowacja | Corgoň liga    | 33    | 3      |
| 2016/17 | Spartak Myjava     | Słowacja | Corgoň liga    | 18    | 3      |
| 2016/17 | Slovan Bratysława  | Słowacja | Corgoň liga    | 13    | 1      |
| 2017/18 | FC Nitra           | Słowacja | Corgoň liga    |       |        |

## Kariera reprezentacyjna
W reprezentacji Słowacji Kóňa zadebiutował 26 marca 2011 roku w wygranym 1:0 spotkaniu eliminacji do Euro 2012 z Andorą, rozegranym w Andorze. Od 2011 do 2013 rozegrał w kadrze narodowej 5 meczów.